# Communauté de communes du canton de Courçon
La Communauté de communes du canton de Courçon est une ancienne communauté d'agglomération française, située dans le département du Charente-Maritime  et la région Poitou-Charentes. Elle a été dissoute le 31 décembre 2013 ; ses communes membres ont alors rejoint la Communauté de communes Aunis Atlantique.

## Composition
Elle était composée des communes suivantes, toutes du canton de Courçon :
1. Angliers
2. Benon
3. Courçon
4. Cramchaban
5. Ferrières
6. La Grève-sur-Mignon
7. Le Gué-d'Alleré
8. La Laigne
9. Nuaillé-d'Aunis
10. La Ronde
11. Saint-Cyr-du-Doret
12. Saint-Jean-de-Liversay
13. Saint-Sauveur-d'Aunis
14. Taugon

## Compétences
- Aménagement de l'espace
  - Constitution de réserves foncières (à titre obligatoire)
  - Création et réalisation de zone d'aménagement concerté (ZAC) (à titre obligatoire)
  - Études et programmation (à titre obligatoire)
  - Plans locaux d'urbanisme (à titre facultatif)
  - Schéma de cohérence territoriale (SCOT) (à titre obligatoire)
  - Schéma de secteur (à titre obligatoire)
- Autres
  - Politique contractuelle avec l'État ou les collectivités territoriales (à titre facultatif)
  - Études et réalisations de contrats ou de conventions en faveur du développement de la communauté de communes (à titre facultatif)
  - La communauté peut adhérer à tout établissement public pour l'exercice de ses compétences (à titre facultatif)
  - Gestion d'un centre de secours (à titre facultatif)
- Développement et aménagement économique
  - Action de développement économique (Soutien des activités industrielles, commerciales ou de l'emploi, soutien des activités agricoles et forestières...) (à titre obligatoire)
  - Création, aménagement, entretien et gestion de zone d'activités industrielle, commerciale, tertiaire, artisanale ou touristique (à titre obligatoire)
  - Tourisme (à titre obligatoire)
- Développement et aménagement social et culturel
  - Activités culturelles ou socioculturelles (à titre facultatif)
  - Activités périscolaires (à titre facultatif)
  - Construction ou aménagement, entretien, gestion d'équipements ou d'établissements culturels, socioculturels, socioéducatifs, sportifs (à titre optionnel)
- Environnement
  - Collecte et traitement des déchets des ménages et déchets assimilés (à titre optionnel)
  - Protection et mise en valeur de l'environnement (à titre optionnel)
- Logement et habitat
  - Opération programmée d'amélioration de l'habitat (OPAH) (à titre optionnel)
  - Politique de logement social (à titre optionnel)
  - Programme local de l'habitat (à titre optionnel)
- Sanitaires et social - Action sociale (à titre optionnel)

## Historique
- 10 décembre 1999 : transformation du district de Courçon en communauté de communes du canton de Courçon et refonte des statuts

## Sources
- Le splaf - (Site sur la Population et les Limites Administratives de la France)
- La base aspic de la Charente-Maritime - (Accès des Services Publics aux Informations sur les Collectivités)